# Кусібікі Масатосі
Масатосі Кусібікі (яп. 櫛引政敏, нар. 29 січня 1993, Аоморі) — японський футболіст, воротар клубу «Фаджіано Окаяма».
Виступав, зокрема, за клуб «Сімідзу С-Палс», а також олімпійську збірну Японії.

## Клубна кар'єра
Вихованець футбольної школи клубу Академія Аоморі.
У дорослому футболі дебютував 2011 року виступами за команду клубу «Сімідзу С-Палс», в якій провів чотири сезони, взявши участь у 59 матчах чемпіонату. 
Протягом 2016 року на правах оренди, захищав кольори команди клубу «Касіма Антлерс».
До складу клубу «Фаджіано Окаяма» приєднався 2017 року також на правах оренди. Відтоді встиг відіграти за команду з Окаями 6 матчів в національному чемпіонаті.

## Виступи за збірні
2012 року дебютував у складі юнацької збірної Японії, взяв участь у 4 іграх на юнацькому рівні.
Протягом 2016 року залучався до складу молодіжної збірної Японії. На молодіжному рівні зіграв у 7 офіційних матчах, пропустив 6 голів.
2016 року захищав кольори олімпійської збірної Японії. У складі цієї команди провів 1 матч, пропустив 5 голів. У складі збірної — учасник футбольного турніру на Олімпійських іграх 2016 року у Ріо-де-Жанейро.
| Дата       | Місто  | Господарі | Результат | Гості  | Турнір             | Голи | Примітки |
| ---------- | ------ | --------- | --------- | ------ | ------------------ | ---- | -------- |
| 05-08-2016 | Манаус | Нігерія   | 5 – 4     | Японія | ОІ 2016 - 1-й етап | -5   |          |
| Усього     |        | Матчів    | 1         |        | Голів              | -5   |          |

## Титули і досягнення
- Японія U-23

Чемпіон Азії (U-23): 2016